# Среда LB

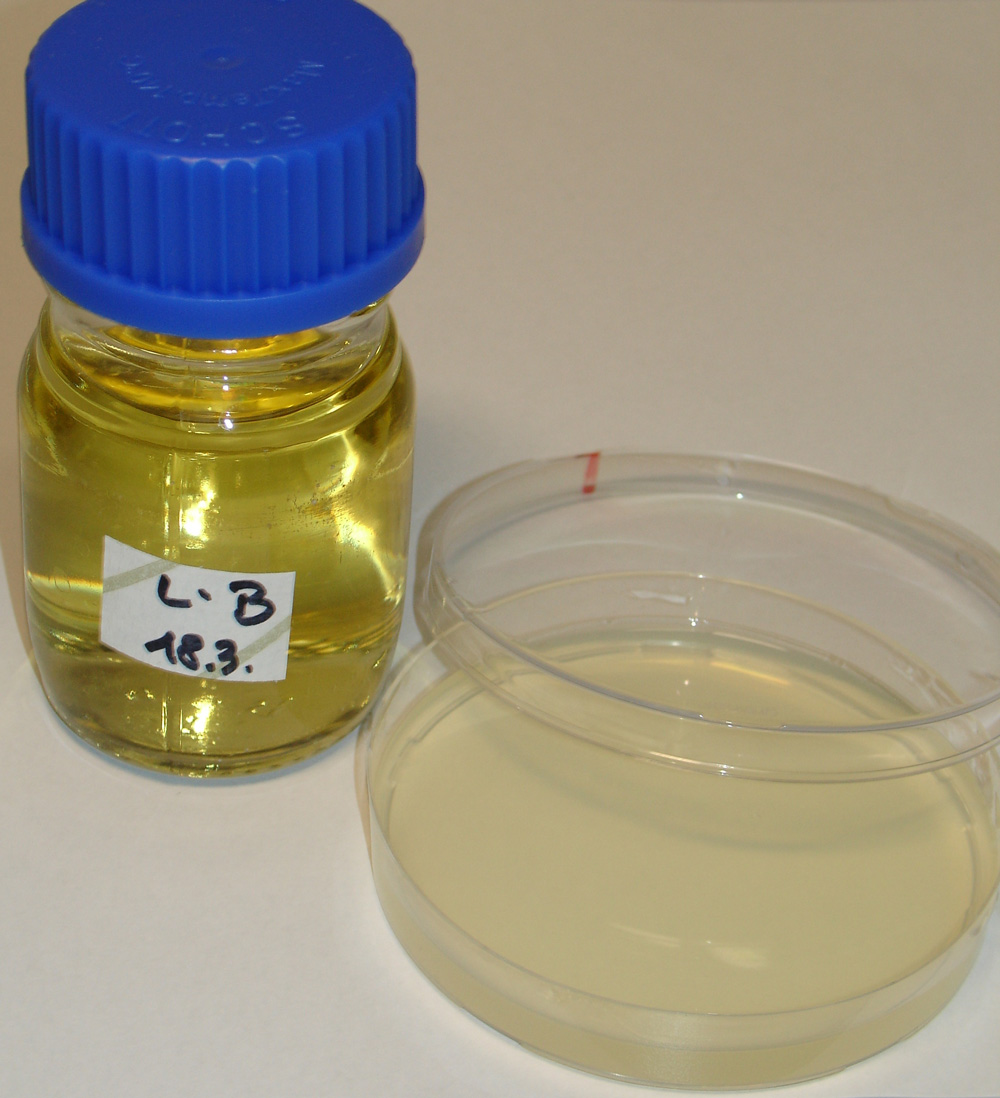
Среда LB в бутылке и чашка Петри с агаром-LB

Среда LB (англ. Lysogeny broth) — богатая среда для роста культур бактерий. Аббревиатура LB часто неверно расшифровывается как Luria broth, Lennox broth, или Среда Luria-Bertani. Согласно автору прописи среды, Джузеппе Бертани, сокращение LB означает англ. lysogeny broth — лизогенная среда. Состав среды LB впервые опубликован в 1951 году в статье Бертани по лизогении. В этой статье описано выделение фагов энтеробактерий P1, P2 и P3 в разработанной им среде для оптимального роста Shigella и образования бляшек фагов.
Среда LB стала стандартом для выращивания культур Escherichia coli с 1950-х годов. Среду LB широко используют в молекулярной микробиологии для выделения плазмидной ДНК и рекомбинантных белков. Среда остается наиболее часто используемой для выращивания рекомбинантных штаммов Escherichia coli. Использование среды LB для исследований в области физиологии ограничено.

## Состав
Описано несколько составов среды LB. Они имеют сходный состав и содержат:
- пептиды и пептоны казеина
- витамины, в том числе витамины группы B
- микроэлементы (азот, сера, магний)

Источником пептидов и пептонов является триптон. Витамины и микроэлементы содержатся в экстракте дрожжей. Ионы натрия, необходимые для транспорта и осмотического баланса, добавляют в состав среды в виде хлорида натрия. Триптон также является источником незаменимых аминокислот.
В оригинальной статье 1951 года Бертани использовал 10 граммов NaCl и 1 грамм глюкозы на 1 литр среды; Лурия в среде «L broth» 1957 года полностью скопировал среду Бертани. Последующие прописи не содержат глюкозу.
Прописи среды LB отличаются количеством добавляемого хлорида натрия, что позволяет создать условия для выращивания разных штаммов бактерий. Среды с низкой концентрацией солей, Lennox LB и Luria LB используют для выращивания культур с соле-чувствительными антибиотиками.
- LB-Miller (10 г/л NaCl)
- LB-Lennox (5 г/л NaCl)
- LB-Luria (0,5 г/л NaCl)

## Приготовление
Общий способ приготовления 1 литра сред:
- Взвесить:
  - 10 г триптона
  - 5 г дрожжевого экстракта
  - 10 г NaCl
- Растворить в 800 мл дистиллированной или деионизованной воды
- Довести до точного объема 1 л в мерном цилиндре.
- Автоклавировать при 121 ° C в течение 20 минут
- После охлаждения перемешать колбу, чтобы перемешать компоненты среды.

### pH среды
Перед автоклавированием некоторые исследователи доводят рН среды до 7,5 или 8 раствором гидроксида натрия. Однако гидроксид натрия не обладает какими-то буферными свойствами, поэтому рН среды резко изменяется при размножении бактерий. Для поддержания определенного значения рН некоторые исследователи доводят рН до требуемого 5-10 мМ раствором Трис с заданным pH (хотя использование буфера при такой концентрации не может обеспечить поддержания заданного рН при размножении бактерий). В большинстве случаев точный рН среды не требуется.